# 3237 Victorplatt
3237 Victorplatt este un asteroid din centura principală, descoperit pe 25 septembrie 1984 de Jane Platt.